# Rakel
Rakel Cadavid Gaviria, conocida artísticamente como Rakel (Medellín, 28 de octubre de 1979), es una cantante, compositora, artista plástica y diseñadora de moda colombiana. Es creadora de la marca de moda Styloïde.

## Trayectoria
Rakel es la menor de 4 hermanos. Desde temprana edad tomó sus primeras clases de guitarra y técnica vocal, aunque su enfoque fue siempre en el canto y por eso desde pequeña formó parte del coro de su colegio.  A los 7 años de edad tocó piano por primera vez, y lo siguió haciendo sin preparación académica musical, siempre a escondidas de su papá quien no quería que se dedicara a la música.  A los 18 años comenzó a estudiar piano clásico y saxofón, al mismo tiempo que estudiaba Artes Plásticas en la Universidad Nacional y en el Instituto Bellas Artes de Medellín. Posteriormente estudió diseño de modas en la Colegiatura Colombiana de Diseño.
A principios del 2000 creó Styloïde una marca de moda ubicada en su ciudad natal, Medellín. En 2015 la organización ofrece trabajo directo a 65 empleados y trabaja con 20 talleres satélites en su mayoría conformados por mujeres cabeza de familia. Como Diseñadora de Modas recibió varios reconocimientos en distintos desfiles y ferias.

### Carrera musical
En el 2008 decide centrar su carrera profesional en la música. Conoce a Iker Gastaminza, 6 veces ganador del Grammy Latino, quien escucha cantar a Rakel y le propone grabar un disco. Rakel se tomó un año para dejar su empresa Styloïde, tiempo durante el cual se muda a vivir a Nueva York y empieza a hacer su primeras composiciones. 
Su primer trabajo, ‘Milagros Orgánicos’, fue producido por Iker Gastaminza en el año 2010. De aquí se desprenden los sencillos ‘Lo Que Respiras’, ‘En El Tiempo’, ‘Tal Vez’, ‘Ni Tú Ni Nadie’ y ‘Entre Nosotros’, tema que interpreta junto a Sebastián Yepes. 
En 2014 sale al mercado su segundo trabajo, ‘Literatura para gatos’ producido por el múltiple ganador de Premios Grammy Latinos, Julio Reyes Copello  en el que reúne a músicos y compositores como Elsten Torres, Jorge Luis Piloto, Diego Gómez, Julio Reyes Copello, Yoel Henríquez, Federico Gómez. La canción "El día es hoy" de Literatura para gatos formó parte de la campaña No es hora de callar liderada por la periodista colombiana Jineth Bedoya para acompañar a todas las mujeres sobrevivientes de violencia sexual en la primera conmemoración del 25 de mayo de 2015 como el Día Nacional por la Dignidad de las Mujeres Víctimas de Violencia Sexual en Colombia.

## Discografía
- 2012: Milagros Orgánicos[4]
- 2014: Literatura Para Gatos[5]

## Premios y nominaciones
- 'Mejor artista revelación' en Radio Tiempo (2011): Ganadora
- 'Mejor Artista o Grupo Local' en Radio Tiempo (2011): Nominada
- 'Mejor video musical Versión Corta' por su video 'En el tiempo' en los Grammy Latino (2012): Nominada
- 'Mejor Canción' por Radio CAN (Radio Comunidad Andina) por su canción 'Lo Que Respiras' (2011): Nominada
- 'Mejor Nuevo Solista Pop femenino' en los Premios Shock (2012): Nominada
- 'Mejor video del año' con 'El Día Es Hoy' en los Premios Shock Tigo (2014): Nominada
- 'Mejor video Corto' en los Premios Bogoshort (2014): Nominada